# A Mahasz Editors’ Choice Top 40 listájának első helyezettjei
Ez az oldal a Mahasz által minden héten közzé tett Editors’ Choice Top 40 listájának első helyezettjeit tartalmazza.

## Első helyezettek

### 2025
| Dátum        | Dal           | Előadó                                  | Forrás |
| ------------ | ------------- | --------------------------------------- | ------ |
| December 27. | The Door      | Teddy Swims                             | [ 1 ]  |
| Január 3.    | The Door      | Teddy Swims                             | [ 2 ]  |
| Január 10.   | Forever Young | David Guetta feat. Alphaville & Ava Max | [ 3 ]  |
| Január 17.   | Forever Young | David Guetta feat. Alphaville & Ava Max | [ 4 ]  |
| Január 24.   | APT.          | Rosé & Bruno Mars                       | [ 5 ]  |
| Január 31.   | APT.          | Rosé & Bruno Mars                       | [ 6 ]  |
| Február 7.   | APT.          | Rosé & Bruno Mars                       | [ 7 ]  |
| Február 14.  | APT.          | Rosé & Bruno Mars                       | [ 8 ]  |
| Február 21.  | APT.          | Rosé & Bruno Mars                       | [ 9 ]  |
| Február 28.  | APT.          | Rosé & Bruno Mars                       | [ 10 ] |
| Március 7.   | APT.          | Rosé & Bruno Mars                       | [ 11 ] |
| Március 14.  | APT.          | Rosé & Bruno Mars                       | [ 12 ] |
| Március 21.  | APT.          | Rosé & Bruno Mars                       | [ 13 ] |
| Március 28.  | APT.          | Rosé & Bruno Mars                       | [ 14 ] |
| Április 4.   | APT.          | Rosé & Bruno Mars                       | [ 15 ] |
| Április 11.  | APT.          | Rosé & Bruno Mars                       | [ 16 ] |
| Április 18.  | Abracadabra   | Lady Gaga                               | [ 17 ] |
| Április 25.  | APT.          | Rosé & Bruno Mars                       | [ 18 ] |
| Május 2.     | Abracadabra   | Lady Gaga                               | [ 19 ] |
| Május 9.     | Abracadabra   | Lady Gaga                               | [ 20 ] |
| Május 16.    | Abracadabra   | Lady Gaga                               | [ 21 ] |
| Május 23.    | Abracadabra   | Lady Gaga                               | [ 22 ] |
| Május 30.    | Azizam        | Ed Sheeran                              | [ 23 ] |
| Június 6.    | Abracadabra   | Lady Gaga                               | [ 24 ] |
| Június 13.   | Azizam        | Ed Sheeran                              | [ 25 ] |
| Június 20.   | Azizam        | Ed Sheeran                              | [ 26 ] |
| Június 27.   | Azizam        | Ed Sheeran                              | [ 27 ] |
| Július 4.    | Azizam        | Ed Sheeran                              | [ 28 ] |
| Július 11.   | Azizam        | Ed Sheeran                              | [ 29 ] |
| Július 18.   | Azizam        | Ed Sheeran                              | [ 30 ] |
| Július 25.   | Azizam        | Ed Sheeran                              | [ 31 ] |
| Augusztus 1. | Azizam        | Ed Sheeran                              | [ 32 ] |
| Augusztus 8. | Azizam        | Ed Sheeran                              | [ 33 ] |

### 2024
| † | A 2024-es összesített lista első helyezettje |

| Dátum          | Dal                  | Előadó                            | Forrás |
| -------------- | -------------------- | --------------------------------- | ------ |
| December 29.   | Greedy               | Tate McRae                        | [ 34 ] |
| Január 5.      | Greedy               | Tate McRae                        | [ 35 ] |
| Január 12.     | Greedy               | Tate McRae                        | [ 36 ] |
| Január 19.     | Greedy               | Tate McRae                        | [ 37 ] |
| Január 26.     | Houdini              | Dua Lipa                          | [ 38 ] |
| Február 2.     | Houdini              | Dua Lipa                          | [ 39 ] |
| Február 9.     | Houdini              | Dua Lipa                          | [ 40 ] |
| Február 16.    | Houdini              | Dua Lipa                          | [ 41 ] |
| Február 23.    | Houdini              | Dua Lipa                          | [ 42 ] |
| Március 1.     | Lil Boo Thang        | Paul Russell                      | [ 43 ] |
| Március 8.     | Lil Boo Thang        | Paul Russell                      | [ 44 ] |
| Március 15.    | Lil Boo Thang        | Paul Russell                      | [ 45 ] |
| Március 22.    | Houdini              | Dua Lipa                          | [ 46 ] |
| Március 29.    | Houdini              | Dua Lipa                          | [ 47 ] |
| Április 5.     | Houdini              | Dua Lipa                          | [ 48 ] |
| Április 12.    | Houdini              | Dua Lipa                          | [ 49 ] |
| Április 19.    | Houdini              | Dua Lipa                          | [ 50 ] |
| Április 26.    | Whatever             | Kygo & Ava Max                    | [ 51 ] |
| Május 3.       | Houdini              | Dua Lipa                          | [ 52 ] |
| Május 10.      | Whatever             | Kygo & Ava Max                    | [ 53 ] |
| Május 17.      | Houdini              | Dua Lipa                          | [ 54 ] |
| Május 24.      | Overdrive            | Ofenbach feat. Norma Jean Martine | [ 55 ] |
| Május 31.      | Overdrive            | Ofenbach feat. Norma Jean Martine | [ 56 ] |
| Június 7.      | Training Season      | Dua Lipa                          | [ 57 ] |
| Június 14.     | The Sound of Silence | Disturbed                         | [ 58 ] |
| Június 21.     | The Sound of Silence | Disturbed                         | [ 59 ] |
| Június 28.     | The Sound of Silence | Disturbed                         | [ 60 ] |
| Július 5.      | I Don′t Wanna Wait   | David Guetta & OneRepublic        | [ 61 ] |
| Július 12.     | I Don′t Wanna Wait   | David Guetta & OneRepublic        | [ 62 ] |
| Július 19.     | I Don′t Wanna Wait   | David Guetta & OneRepublic        | [ 63 ] |
| Július 26.     | I Don′t Wanna Wait   | David Guetta & OneRepublic        | [ 64 ] |
| Augusztus 2.   | I Don′t Wanna Wait   | David Guetta & OneRepublic        | [ 65 ] |
| Augusztus 9.   | I Don′t Wanna Wait   | David Guetta & OneRepublic        | [ 66 ] |
| Augusztus 16.  | The Sound of Silence | Disturbed                         | [ 67 ] |
| Augusztus 23.  | Houdini              | Eminem                            | [ 68 ] |
| Augusztus 30.  | Houdini              | Eminem                            | [ 69 ] |
| Szeptember 6.  | Houdini              | Eminem                            | [ 70 ] |
| Szeptember 13. | Houdini              | Eminem                            | [ 71 ] |
| Szeptember 20. | Houdini              | Eminem                            | [ 72 ] |
| Szeptember 27. | Houdini              | Eminem                            | [ 73 ] |
| Október 4.     | Houdini              | Eminem                            | [ 74 ] |
| Október 11.    | Houdini              | Eminem                            | [ 75 ] |
| Október 18.    | Espresso             | Sabrina Carpenter                 | [ 76 ] |
| Október 25.    | The Door             | Teddy Swims                       | [ 77 ] |
| November 1.    | The Door             | Teddy Swims                       | [ 78 ] |
| November 8.    | Stargazing           | Myles Smith                       | [ 79 ] |
| November 15.   | Visszapillantó       | Molnár Tamás, Majka               | [ 80 ] |
| November 22.   | The Door             | Teddy Swims                       | [ 81 ] |
| November 29.   | The Door             | Teddy Swims                       | [ 82 ] |
| December 6.    | The Door             | Teddy Swims                       | [ 83 ] |
| December 13.   | The Door             | Teddy Swims                       | [ 84 ] |
| December 20.   | The Door             | Teddy Swims                       | [ 85 ] |

### 2023
| † | A 2023-as összesített lista első helyezettje |

| Dátum          | Dal             | Előadó                       |
| -------------- | --------------- | ---------------------------- |
| December 30.   | I’m Good (Blue) | David Guetta & Bebe Rexha    |
| Január 6.      | I Ain′t Worried | OneRepublic                  |
| Január 13.     | I’m Good (Blue) | David Guetta & Bebe Rexha    |
| Január 20.     | I’m Good (Blue) | David Guetta & Bebe Rexha    |
| Január 27.     | Flowers †       | Miley Cyrus                  |
| Február 3.     | Flowers †       | Miley Cyrus                  |
| Február 10.    | Flowers †       | Miley Cyrus                  |
| Február 17.    | Flowers †       | Miley Cyrus                  |
| Február 24.    | Flowers †       | Miley Cyrus                  |
| Március 3.     | Flowers †       | Miley Cyrus                  |
| Március 10.    | Flowers †       | Miley Cyrus                  |
| Március 17.    | Flowers †       | Miley Cyrus                  |
| Március 24.    | Flowers †       | Miley Cyrus                  |
| Március 31.    | Flowers †       | Miley Cyrus                  |
| Április 7.     | Flowers †       | Miley Cyrus                  |
| Április 14.    | Flowers †       | Miley Cyrus                  |
| Április 21.    | Flowers †       | Miley Cyrus                  |
| Április 28.    | Flowers †       | Miley Cyrus                  |
| Május 5.       | Flowers †       | Miley Cyrus                  |
| Május 12.      | Flowers †       | Miley Cyrus                  |
| Május 19.      | Flowers †       | Miley Cyrus                  |
| Május 26.      | Flowers †       | Miley Cyrus                  |
| Június 2.      | Flowers †       | Miley Cyrus                  |
| Június 9.      | Flowers †       | Miley Cyrus                  |
| Június 16.     | Flowers †       | Miley Cyrus                  |
| Június 23.     | Flowers †       | Miley Cyrus                  |
| Június 30.     | Flowers †       | Miley Cyrus                  |
| Július 7.      | Flowers †       | Miley Cyrus                  |
| Július 14.     | Substitution    | Purple Disco Machine x Kungs |
| Július 21.     | Substitution    | Purple Disco Machine x Kungs |
| Július 28.     | Substitution    | Purple Disco Machine x Kungs |
| Augusztus 4.   | Substitution    | Purple Disco Machine x Kungs |
| Augusztus 11.  | Dance the Night | Dua Lipa                     |
| Augusztus 18.  | Dance the Night | Dua Lipa                     |
| Augusztus 25.  | Dance the Night | Dua Lipa                     |
| Szeptember 1.  | Dance the Night | Dua Lipa                     |
| Szeptember 8.  | Dance the Night | Dua Lipa                     |
| Szeptember 15. | Dance the Night | Dua Lipa                     |
| Szeptember 22. | Dance the Night | Dua Lipa                     |
| Szeptember 29. | Dance the Night | Dua Lipa                     |
| Október 6.     | Dance the Night | Dua Lipa                     |
| Október 13.    | Dance the Night | Dua Lipa                     |
| Október 20.    | Dance the Night | Dua Lipa                     |
| Október 27.    | Dance the Night | Dua Lipa                     |
| November 3.    | Dance the Night | Dua Lipa                     |
| November 10.   | Dance the Night | Dua Lipa                     |
| November 17.   | Dance the Night | Dua Lipa                     |
| November 24.   | Dance the Night | Dua Lipa                     |
| December 1.    | Greedy          | Tate McRae                   |
| December 8.    | Greedy          | Tate McRae                   |
| December 15.   | Greedy          | Tate McRae                   |
| December 22.   | Greedy          | Tate McRae                   |

### 2022
| † | A 2022-es összesített lista első helyezettje |

| Dátum          | Dal               | Előadó                                         |
| -------------- | ----------------- | ---------------------------------------------- |
| December 31.   | Cold Heart        | Elton John & Dua Lipa                          |
| Január 7.      | Cold Heart        | Elton John & Dua Lipa                          |
| Január 14.     | Cold Heart        | Elton John & Dua Lipa                          |
| Január 21.     | Cold Heart        | Elton John & Dua Lipa                          |
| Január 28.     | Cold Heart        | Elton John & Dua Lipa                          |
| Február 4.     | Cold Heart        | Elton John & Dua Lipa                          |
| Február 11.    | Cold Heart        | Elton John & Dua Lipa                          |
| Február 18.    | Cold Heart        | Elton John & Dua Lipa                          |
| Február 25.    | Cold Heart        | Elton John & Dua Lipa                          |
| Március 4.     | Volt egy álmom    | Irie Maffia                                    |
| Március 11.    | Cold Heart        | Elton John & Dua Lipa                          |
| Március 18.    | Volt egy álmom    | Irie Maffia                                    |
| Március 25.    | abcdefu           | Gayle                                          |
| Április 1.     | Cold Heart        | Elton John & Dua Lipa                          |
| Április 8.     | Cold Heart        | Elton John & Dua Lipa                          |
| Április 15.    | Where Are You Now | Lost Frequencies feat. Calum Scott             |
| Április 22.    | In the Dark       | Purple Disco Machine and Sophie and the Giants |
| Április 29.    | In the Dark       | Purple Disco Machine and Sophie and the Giants |
| Május 6.       | Úristen †         | VALMAR feat. Szikora Robi                      |
| Május 13.      | Úristen †         | VALMAR feat. Szikora Robi                      |
| Május 20.      | Úristen †         | VALMAR feat. Szikora Robi                      |
| Május 27.      | Úristen †         | VALMAR feat. Szikora Robi                      |
| Június 3.      | Úristen †         | VALMAR feat. Szikora Robi                      |
| Június 10.     | Úristen †         | VALMAR feat. Szikora Robi                      |
| Június 17.     | Úristen †         | VALMAR feat. Szikora Robi                      |
| Június 24.     | Úristen †         | VALMAR feat. Szikora Robi                      |
| Július 1.      | Úristen †         | VALMAR feat. Szikora Robi                      |
| Július 8.      | Úristen †         | VALMAR feat. Szikora Robi                      |
| Július 15.     | Úristen †         | VALMAR feat. Szikora Robi                      |
| Július 22.     | Úristen †         | VALMAR feat. Szikora Robi                      |
| Július 29.     | Úristen †         | VALMAR feat. Szikora Robi                      |
| Augusztus 5.   | Úristen †         | VALMAR feat. Szikora Robi                      |
| Augusztus 12.  | Úristen †         | VALMAR feat. Szikora Robi                      |
| Augusztus 19.  | Úristen †         | VALMAR feat. Szikora Robi                      |
| Augusztus 26.  | Úristen †         | VALMAR feat. Szikora Robi                      |
| Szeptember 2.  | Úristen †         | VALMAR feat. Szikora Robi                      |
| Szeptember 9.  | Úristen †         | VALMAR feat. Szikora Robi                      |
| Szeptember 16. | Úristen †         | VALMAR feat. Szikora Robi                      |
| Szeptember 23. | Úristen †         | VALMAR feat. Szikora Robi                      |
| Szeptember 30. | Úristen †         | VALMAR feat. Szikora Robi                      |
| Október 7.     | Úristen †         | VALMAR feat. Szikora Robi                      |
| Október 14.    | Úristen †         | VALMAR feat. Szikora Robi                      |
| Október 21.    | Úristen †         | VALMAR feat. Szikora Robi                      |
| Október 28.    | Úristen †         | VALMAR feat. Szikora Robi                      |
| November 4.    | Úristen †         | VALMAR feat. Szikora Robi                      |
| November 11.   | Hold Me Closer    | Elton John & Britney Spears                    |
| November 18.   | Hold Me Closer    | Elton John & Britney Spears                    |
| November 25.   | I Ain′t Worried   | OneRepublic                                    |
| December 2.    | Hold Me Closer    | Elton John & Britney Spears                    |
| December 9.    | Hold Me Closer    | Elton John & Britney Spears                    |
| December 16.   | I Ain′t Worried   | OneRepublic                                    |
| December 23.   | I’m Good (Blue)   | David Guetta & Bebe Rexha                      |

### 2021
| † | A 2021-es összesített lista első helyezettje |

| Dátum          | Dal               | Előadó                              |
| -------------- | ----------------- | ----------------------------------- |
| Január 1.      | Take You Dancing  | Jason Derulo                        |
| Január 8.      | Take You Dancing  | Jason Derulo                        |
| Január 15.     | Take You Dancing  | Jason Derulo                        |
| Január 22.     | Head & Heart      | Joel Corry x MNEK                   |
| Január 29.     | Head & Heart      | Joel Corry x MNEK                   |
| Február 5.     | Head & Heart      | Joel Corry x MNEK                   |
| Február 12.    | Head & Heart      | Joel Corry x MNEK                   |
| Február 19.    | Head & Heart      | Joel Corry x MNEK                   |
| Február 26.    | Head & Heart      | Joel Corry x MNEK                   |
| Március 5.     | Paradise          | Meduza feat. Dermot Kennedy         |
| Március 12.    | Minden rendben    | Compact Disco feat. Hősök           |
| Március 19.    | Your Love (9PM)   | ATB x Topic x A7S                   |
| Március 26.    | Your Love (9PM)   | ATB x Topic x A7S                   |
| Április 2.     | Your Love (9PM)   | ATB x Topic x A7S                   |
| Április 9.     | Your Love (9PM)   | ATB x Topic x A7S                   |
| Április 16.    | Save Your Tears † | The Weeknd                          |
| Április 23.    | Save Your Tears † | The Weeknd                          |
| Április 30.    | Save Your Tears † | The Weeknd                          |
| Május 7.       | Save Your Tears † | The Weeknd                          |
| Május 14.      | Save Your Tears † | The Weeknd                          |
| Május 21.      | Save Your Tears † | The Weeknd                          |
| Május 28.      | Save Your Tears † | The Weeknd                          |
| Június 4.      | Save Your Tears † | The Weeknd                          |
| Június 11.     | Save Your Tears † | The Weeknd                          |
| Június 18.     | We Are the People | Martin Garrix feat. Bono & The Edge |
| Június 25.     | We Are the People | Martin Garrix feat. Bono & The Edge |
| Július 2.      | We Are the People | Martin Garrix feat. Bono & The Edge |
| Július 9.      | We Are the People | Martin Garrix feat. Bono & The Edge |
| Július 16.     | Bad Habits        | Ed Sheeran                          |
| Július 23.     | Bad Habits        | Ed Sheeran                          |
| Július 30.     | Bad Habits        | Ed Sheeran                          |
| Augusztus 6.   | Bad Habits        | Ed Sheeran                          |
| Augusztus 13.  | Bad Habits        | Ed Sheeran                          |
| Augusztus 20.  | Bad Habits        | Ed Sheeran                          |
| Augusztus 27.  | Bad Habits        | Ed Sheeran                          |
| Szeptember 3.  | Iko Iko           | Justin Wellington feat. Small Jam   |
| Szeptember 10. | By Your Side      | Calvin Harris feat. Tom Grennan     |
| Szeptember 17. | Iko Iko           | Justin Wellington feat. Small Jam   |
| Szeptember 24. | Cold Heart        | Elton John & Dua Lipa               |
| Október 1.     | Cold Heart        | Elton John & Dua Lipa               |
| Október 8.     | Cold Heart        | Elton John & Dua Lipa               |
| Október 15.    | Cold Heart        | Elton John & Dua Lipa               |
| Október 22.    | Cold Heart        | Elton John & Dua Lipa               |
| Október 29.    | Cold Heart        | Elton John & Dua Lipa               |
| November 5.    | Cold Heart        | Elton John & Dua Lipa               |
| November 12.   | Cold Heart        | Elton John & Dua Lipa               |
| November 19.   | Cold Heart        | Elton John & Dua Lipa               |
| November 26.   | Cold Heart        | Elton John & Dua Lipa               |
| December 3.    | Cold Heart        | Elton John & Dua Lipa               |
| December 10.   | Cold Heart        | Elton John & Dua Lipa               |
| December 17.   | Cold Heart        | Elton John & Dua Lipa               |
| December 24.   | Cold Heart        | Elton John & Dua Lipa               |

### 2020
| † | A 2020-as összesített lista első helyezettje |

| Dátum          | Dal               | Előadó                    |
| -------------- | ----------------- | ------------------------- |
| December 27.   | Dance Monkey      | Tones and I               |
| Január 3.      | Dance Monkey      | Tones and I               |
| Január 10.     | Dance Monkey      | Tones and I               |
| Január 17.     | Dance Monkey      | Tones and I               |
| Január 24.     | Dance Monkey      | Tones and I               |
| Január 31.     | Dance Monkey      | Tones and I               |
| Február 7.     | Don’t Start Now   | Dua Lipa                  |
| Február 14.    | Don’t Start Now   | Dua Lipa                  |
| Február 21.    | Don’t Start Now   | Dua Lipa                  |
| Február 28.    | Don’t Start Now   | Dua Lipa                  |
| Március 6.     | Don’t Start Now   | Dua Lipa                  |
| Március 13.    | Don’t Start Now   | Dua Lipa                  |
| Március 20.    | Don’t Start Now   | Dua Lipa                  |
| Március 27.    | Don’t Start Now   | Dua Lipa                  |
| Április 3.     | Don’t Start Now   | Dua Lipa                  |
| Április 10.    | Don’t Start Now   | Dua Lipa                  |
| Április 17.    | Don’t Start Now   | Dua Lipa                  |
| Április 24.    | Don’t Start Now   | Dua Lipa                  |
| Május 1.       | Don’t Start Now   | Dua Lipa                  |
| Május 8.       | Don’t Start Now   | Dua Lipa                  |
| Május 15.      | Blinding Lights † | The Weeknd                |
| Május 22.      | Blinding Lights † | The Weeknd                |
| Május 29.      | Blinding Lights † | The Weeknd                |
| Június 5.      | Blinding Lights † | The Weeknd                |
| Június 12.     | Breaking Me       | Topic feat. A7S           |
| Június 19.     | Breaking Me       | Topic feat. A7S           |
| Június 26.     | Breaking Me       | Topic feat. A7S           |
| Július 3.      | Breaking Me       | Topic feat. A7S           |
| Július 10.     | Breaking Me       | Topic feat. A7S           |
| Július 17.     | Breaking Me       | Topic feat. A7S           |
| Július 24.     | Breaking Me       | Topic feat. A7S           |
| Július 31.     | Breaking Me       | Topic feat. A7S           |
| Augusztus 7.   | Breaking Me       | Topic feat. A7S           |
| Augusztus 14.  | Breaking Me       | Topic feat. A7S           |
| Augusztus 21.  | Breaking Me       | Topic feat. A7S           |
| Augusztus 28.  | Breaking Me       | Topic feat. A7S           |
| Szeptember 4.  | Breaking Me       | Topic feat. A7S           |
| Szeptember 11. | Breaking Me       | Topic feat. A7S           |
| Szeptember 18. | Breaking Me       | Topic feat. A7S           |
| Szeptember 25. | Kings & Queens    | Ava Max                   |
| Október 2.     | Rain on Me        | Lady Gaga & Ariana Grande |
| Október 9.     | Head & Heart      | Joel Corry x MNEK         |
| Október 16.    | Head & Heart      | Joel Corry x MNEK         |
| Október 23.    | Head & Heart      | Joel Corry x MNEK         |
| Október 30.    | Head & Heart      | Joel Corry x MNEK         |
| November 6.    | Head & Heart      | Joel Corry x MNEK         |
| November 13.   | Head & Heart      | Joel Corry x MNEK         |
| November 20.   | Head & Heart      | Joel Corry x MNEK         |
| November 27.   | Head & Heart      | Joel Corry x MNEK         |
| December 4.    | Head & Heart      | Joel Corry x MNEK         |
| December 11.   | Take You Dancing  | Jason Derulo              |
| December 18.   | Take You Dancing  | Jason Derulo              |
| December 25.   | Take You Dancing  | Jason Derulo              |

### 2019
| † | A 2019-es összesített lista első helyezettje |

| Dátum          | Dal                | Előadó                         |
| -------------- | ------------------ | ------------------------------ |
| December 28.   | Promises           | Calvin Harris & Sam Smith      |
| Január 4.      | Promises           | Calvin Harris & Sam Smith      |
| Január 11.     | Promises           | Calvin Harris & Sam Smith      |
| Január 18.     | Promises           | Calvin Harris & Sam Smith      |
| Január 25.     | Promises           | Calvin Harris & Sam Smith      |
| Február 1.     | Sweet but Psycho † | Ava Max                        |
| Február 8.     | Sweet but Psycho † | Ava Max                        |
| Február 15.    | Sweet but Psycho † | Ava Max                        |
| Február 22.    | Sweet but Psycho † | Ava Max                        |
| Március 1.     | Sweet but Psycho † | Ava Max                        |
| Március 8.     | Sweet but Psycho † | Ava Max                        |
| Március 15.    | Sweet but Psycho † | Ava Max                        |
| Március 22.    | Sweet but Psycho † | Ava Max                        |
| Március 29.    | Sweet but Psycho † | Ava Max                        |
| Április 5.     | Sweet but Psycho † | Ava Max                        |
| Április 12.    | Sweet but Psycho † | Ava Max                        |
| Április 19.    | Sweet but Psycho † | Ava Max                        |
| Április 26.    | Sweet but Psycho † | Ava Max                        |
| Május 3.       | Sweet but Psycho † | Ava Max                        |
| Május 10.      | Sweet but Psycho † | Ava Max                        |
| Május 17.      | Sweet but Psycho † | Ava Max                        |
| Május 24.      | Sweet but Psycho † | Ava Max                        |
| Május 31.      | Sweet but Psycho † | Ava Max                        |
| Június 7.      | Sweet but Psycho † | Ava Max                        |
| Június 14.     | Sweet but Psycho † | Ava Max                        |
| Június 21.     | Giant              | Calvin Harris & Rag’n’Bone Man |
| Június 28.     | Con Calma          | Daddy Yankee feat. Snow        |
| Július 5.      | Con Calma          | Daddy Yankee feat. Snow        |
| Július 12.     | Con Calma          | Daddy Yankee feat. Snow        |
| Július 19.     | Con Calma          | Daddy Yankee feat. Snow        |
| Július 26.     | Con Calma          | Daddy Yankee feat. Snow        |
| Augusztus 2.   | Con Calma          | Daddy Yankee feat. Snow        |
| Augusztus 9.   | Con Calma          | Daddy Yankee feat. Snow        |
| Augusztus 16.  | Señorita           | Shawn Mendes & Camila Cabello  |
| Augusztus 23.  | Señorita           | Shawn Mendes & Camila Cabello  |
| Augusztus 30.  | Señorita           | Shawn Mendes & Camila Cabello  |
| Szeptember 6.  | Señorita           | Shawn Mendes & Camila Cabello  |
| Szeptember 13. | Señorita           | Shawn Mendes & Camila Cabello  |
| Szeptember 20. | Señorita           | Shawn Mendes & Camila Cabello  |
| Szeptember 27. | Señorita           | Shawn Mendes & Camila Cabello  |
| Október 4.     | Señorita           | Shawn Mendes & Camila Cabello  |
| Október 11.    | Señorita           | Shawn Mendes & Camila Cabello  |
| Október 18.    | Señorita           | Shawn Mendes & Camila Cabello  |
| Október 25.    | Higher Love        | Kygo & Whitney Houston         |
| November 1.    | Dance Monkey       | Tones and I                    |
| November 8.    | Dance Monkey       | Tones and I                    |
| November 15.   | Dance Monkey       | Tones and I                    |
| November 22.   | Dance Monkey       | Tones and I                    |
| November 29.   | Dance Monkey       | Tones and I                    |
| December 6.    | Dance Monkey       | Tones and I                    |
| December 13.   | Dance Monkey       | Tones and I                    |
| December 20.   | Dance Monkey       | Tones and I                    |

### 2018
| † | A 2018-as összesített lista első helyezettje |

| Dátum          | Dal             | Előadó                          |
| -------------- | --------------- | ------------------------------- |
| December 29.   | Havana †        | Camila Cabello feat. Young Thug |
| Január 5.      | Havana †        | Camila Cabello feat. Young Thug |
| Január 12.     | Havana †        | Camila Cabello feat. Young Thug |
| Január 19.     | Havana †        | Camila Cabello feat. Young Thug |
| Január 26.     | Havana †        | Camila Cabello feat. Young Thug |
| Február 2.     | Havana †        | Camila Cabello feat. Young Thug |
| Február 9.     | Havana †        | Camila Cabello feat. Young Thug |
| Február 16.    | Perfect         | Ed Sheeran                      |
| Február 23.    | Havana †        | Camila Cabello feat. Young Thug |
| Március 2.     | Havana †        | Camila Cabello feat. Young Thug |
| Március 9.     | Havana †        | Camila Cabello feat. Young Thug |
| Március 16.    | Échame La Culpa | Luis Fonsi & Demi Lovato        |
| Március 23.    | Échame La Culpa | Luis Fonsi & Demi Lovato        |
| Március 30.    | Crazy           | Lost Frequencies & Zonderling   |
| Április 6.     | Crazy           | Lost Frequencies & Zonderling   |
| Április 13.    | Crazy           | Lost Frequencies & Zonderling   |
| Április 20.    | Crazy           | Lost Frequencies & Zonderling   |
| Április 27.    | Crazy           | Lost Frequencies & Zonderling   |
| Május 4.       | Échame La Culpa | Luis Fonsi & Demi Lovato        |
| Május 11.      | Crazy           | Lost Frequencies & Zonderling   |
| Május 18.      | Friends         | Marshmello & Anne-Marie         |
| Május 25.      | One Kiss        | Calvin Harris & Dua Lipa        |
| Június 1.      | One Kiss        | Calvin Harris & Dua Lipa        |
| Június 8.      | Flames          | David Guetta & Sia              |
| Június 15.     | Flames          | David Guetta & Sia              |
| Június 22.     | One Kiss        | Calvin Harris & Dua Lipa        |
| Június 29.     | Flames          | David Guetta & Sia              |
| Július 6.      | One Kiss        | Calvin Harris & Dua Lipa        |
| Július 13.     | One Kiss        | Calvin Harris & Dua Lipa        |
| Július 20.     | One Kiss        | Calvin Harris & Dua Lipa        |
| Július 27.     | One Kiss        | Calvin Harris & Dua Lipa        |
| Augusztus 3.   | One Kiss        | Calvin Harris & Dua Lipa        |
| Augusztus 10.  | One Kiss        | Calvin Harris & Dua Lipa        |
| Augusztus 17.  | One Kiss        | Calvin Harris & Dua Lipa        |
| Augusztus 24.  | One Kiss        | Calvin Harris & Dua Lipa        |
| Augusztus 31.  | One Kiss        | Calvin Harris & Dua Lipa        |
| Szeptember 7.  | One Kiss        | Calvin Harris & Dua Lipa        |
| Szeptember 14. | Solo            | Clean Bandit feat. Demi Lovato  |
| Szeptember 21. | Solo            | Clean Bandit feat. Demi Lovato  |
| Szeptember 28. | Solo            | Clean Bandit feat. Demi Lovato  |
| Október 5.     | Solo            | Clean Bandit feat. Demi Lovato  |
| Október 12.    | Solo            | Clean Bandit feat. Demi Lovato  |
| Október 19.    | Solo            | Clean Bandit feat. Demi Lovato  |
| Október 26.    | Promises        | Calvin Harris & Sam Smith       |
| November 2.    | Promises        | Calvin Harris & Sam Smith       |
| November 9.    | Promises        | Calvin Harris & Sam Smith       |
| November 16.   | Promises        | Calvin Harris & Sam Smith       |
| November 23.   | Promises        | Calvin Harris & Sam Smith       |
| November 30.   | Promises        | Calvin Harris & Sam Smith       |
| December 7.    | Promises        | Calvin Harris & Sam Smith       |
| December 14.   | Promises        | Calvin Harris & Sam Smith       |
| December 21.   | Promises        | Calvin Harris & Sam Smith       |

### 2017
| † | A 2017-es összesített lista első helyezettje |

| Dátum          | Dal                | Előadó                                    |
| -------------- | ------------------ | ----------------------------------------- |
| December 30.   | The Greatest       | Sia feat. Kendrick Lamar                  |
| Január 6.      | Rockabye           | Clean Bandit feat. Sean Paul & Anne-Marie |
| Január 13.     | Rockabye           | Clean Bandit feat. Sean Paul & Anne-Marie |
| Január 20.     | Rockabye           | Clean Bandit feat. Sean Paul & Anne-Marie |
| Január 27.     | Rockabye           | Clean Bandit feat. Sean Paul & Anne-Marie |
| Február 3.     | Rockabye           | Clean Bandit feat. Sean Paul & Anne-Marie |
| Február 10.    | Rockabye           | Clean Bandit feat. Sean Paul & Anne-Marie |
| Február 17.    | Rockabye           | Clean Bandit feat. Sean Paul & Anne-Marie |
| Február 24.    | Rockabye           | Clean Bandit feat. Sean Paul & Anne-Marie |
| Március 3.     | Shape of You †     | Ed Sheeran                                |
| Március 10.    | Shape of You †     | Ed Sheeran                                |
| Március 17.    | Shape of You †     | Ed Sheeran                                |
| Március 24.    | Shape of You †     | Ed Sheeran                                |
| Március 31.    | Shape of You †     | Ed Sheeran                                |
| Április 7.     | Shape of You †     | Ed Sheeran                                |
| Április 14.    | Shape of You †     | Ed Sheeran                                |
| Április 21.    | Shape of You †     | Ed Sheeran                                |
| Április 28.    | Shape of You †     | Ed Sheeran                                |
| Május 5.       | Shape of You †     | Ed Sheeran                                |
| Május 12.      | Shape of You †     | Ed Sheeran                                |
| Május 19.      | Shape of You †     | Ed Sheeran                                |
| Május 26.      | Shape of You †     | Ed Sheeran                                |
| Június 2.      | Shape of You †     | Ed Sheeran                                |
| Június 9.      | Shape of You †     | Ed Sheeran                                |
| Június 16.     | Despacito          | Luis Fonsi feat. Daddy Yankee             |
| Június 23.     | Despacito          | Luis Fonsi feat. Daddy Yankee             |
| Június 30.     | Despacito          | Luis Fonsi feat. Daddy Yankee             |
| Július 7.      | Despacito          | Luis Fonsi feat. Daddy Yankee             |
| Július 14.     | Despacito          | Luis Fonsi feat. Daddy Yankee             |
| Július 21.     | Despacito          | Luis Fonsi feat. Daddy Yankee             |
| Július 28.     | Despacito          | Luis Fonsi feat. Daddy Yankee             |
| Augusztus 4.   | Despacito          | Luis Fonsi feat. Daddy Yankee             |
| Augusztus 11.  | Despacito          | Luis Fonsi feat. Daddy Yankee             |
| Augusztus 18.  | Despacito          | Luis Fonsi feat. Daddy Yankee             |
| Augusztus 25.  | Despacito          | Luis Fonsi feat. Daddy Yankee             |
| Szeptember 1.  | OK                 | Robin Schulz feat. James Blunt            |
| Szeptember 8.  | OK                 | Robin Schulz feat. James Blunt            |
| Szeptember 15. | OK                 | Robin Schulz feat. James Blunt            |
| Szeptember 22. | OK                 | Robin Schulz feat. James Blunt            |
| Szeptember 29. | OK                 | Robin Schulz feat. James Blunt            |
| Október 6.     | More Than You Know | Axwell Λ Ingrosso                         |
| Október 13.    | More Than You Know | Axwell Λ Ingrosso                         |
| Október 20.    | More Than You Know | Axwell Λ Ingrosso                         |
| Október 27.    | More Than You Know | Axwell Λ Ingrosso                         |
| November 3.    | More Than You Know | Axwell Λ Ingrosso                         |
| November 10.   | More Than You Know | Axwell Λ Ingrosso                         |
| November 17.   | More Than You Know | Axwell Λ Ingrosso                         |
| November 24.   | More Than You Know | Axwell Λ Ingrosso                         |
| December 1.    | What About Us      | Pink                                      |
| December 8.    | Havana             | Camila Cabello feat. Young Thug           |
| December 15.   | Havana             | Camila Cabello feat. Young Thug           |
| December 22.   | Havana             | Camila Cabello feat. Young Thug           |

### 2016
| † | A 2016-os összesített lista első helyezettje |

| Dátum          | Dal                       | Előadó                         |
| -------------- | ------------------------- | ------------------------------ |
| Január 2.      | Hello                     | Adele                          |
| Január 11.     | Hello                     | Adele                          |
| Január 18.     | Hello                     | Adele                          |
| Január 25.     | Hello                     | Adele                          |
| Február 1.     | Adventure of a Lifetime   | Coldplay                       |
| Február 8.     | Darabokra törted a szívem | Halott Pénz                    |
| Február 15.    | Stitches                  | Shawn Mendes                   |
| Február 22.    | Stitches                  | Shawn Mendes                   |
| Február 29.    | Darabokra törted a szívem | Halott Pénz                    |
| Március 7.     | Fast Car                  | Jonas Blue feat. Dakota        |
| Március 14.    | Fast Car                  | Jonas Blue feat. Dakota        |
| Március 21.    | Fast Car                  | Jonas Blue feat. Dakota        |
| Március 28.    | Fast Car                  | Jonas Blue feat. Dakota        |
| Április 4.     | Fast Car                  | Jonas Blue feat. Dakota        |
| Április 11.    | Faded                     | Alan Walker                    |
| Április 18.    | Faded                     | Alan Walker                    |
| Április 25.    | Faded                     | Alan Walker                    |
| Május 2.       | Faded                     | Alan Walker                    |
| Május 9.       | Faded                     | Alan Walker                    |
| Május 16.      | Faded                     | Alan Walker                    |
| Május 23.      | Faded                     | Alan Walker                    |
| Május 30.      | Faded                     | Alan Walker                    |
| Június 6.      | Cheap Thrills †           | Sia feat. Sean Paul            |
| Június 13.     | Cheap Thrills †           | Sia feat. Sean Paul            |
| Június 20.     | Cheap Thrills †           | Sia feat. Sean Paul            |
| Június 27.     | Cheap Thrills †           | Sia feat. Sean Paul            |
| Július 4.      | Can't Stop the Feeling!   | Justin Timberlake              |
| Július 11.     | Can't Stop the Feeling!   | Justin Timberlake              |
| Július 18.     | Can't Stop the Feeling!   | Justin Timberlake              |
| Július 25.     | Can't Stop the Feeling!   | Justin Timberlake              |
| Augusztus 1.   | Can't Stop the Feeling!   | Justin Timberlake              |
| Augusztus 8.   | Can't Stop the Feeling!   | Justin Timberlake              |
| Augusztus 15.  | Can't Stop the Feeling!   | Justin Timberlake              |
| Augusztus 22.  | Can't Stop the Feeling!   | Justin Timberlake              |
| Augusztus 29.  | This Girl                 | Kungs vs. Cookin’ on 3 Burners |
| Szeptember 5.  | Can’t Stop the Feeling!   | Justin Timberlake              |
| Szeptember 12. | Can’t Stop the Feeling!   | Justin Timberlake              |
| Szeptember 19. | This Girl                 | Kungs vs. Cookin’ on 3 Burners |
| Szeptember 26. | Can’t Stop the Feeling!   | Justin Timberlake              |
| Október 3.     | Can’t Stop the Feeling!   | Justin Timberlake              |
| Október 10.    | Can’t Stop the Feeling!   | Justin Timberlake              |
| Október 17.    | Can’t Stop the Feeling!   | Justin Timberlake              |
| Október 24.    | Can’t Stop the Feeling!   | Justin Timberlake              |
| Október 31.    | Can’t Stop the Feeling!   | Justin Timberlake              |
| November 7.    | Can’t Stop the Feeling!   | Justin Timberlake              |
| November 14.   | My Way                    | Calvin Harris                  |
| November 21.   | My Way                    | Calvin Harris                  |
| November 28.   | My Way                    | Calvin Harris                  |
| December 5.    | The Greatest              | Sia feat. Kendrick Lamar       |
| December 12.   | The Greatest              | Sia feat. Kendrick Lamar       |
| December 19.   | The Greatest              | Sia feat. Kendrick Lamar       |
| December 26.   | The Greatest              | Sia feat. Kendrick Lamar       |

### 2015
| † | A 2015-ös összesített lista első helyezettje |

| Dátum          | Dal              | Előadó                              |
| -------------- | ---------------- | ----------------------------------- |
| December 29.   | The Days         | Avicii                              |
| Január 5.      | The Days         | Avicii                              |
| Január 12.     | The Days         | Avicii                              |
| Január 19.     | The Days         | Avicii                              |
| Január 26.     | The Days         | Avicii                              |
| Február 2.     | Uptown Funk †    | Mark Ronson feat. Bruno Mars        |
| Február 9.     | Uptown Funk †    | Mark Ronson feat. Bruno Mars        |
| Február 16.    | Uptown Funk †    | Mark Ronson feat. Bruno Mars        |
| Február 23.    | Uptown Funk †    | Mark Ronson feat. Bruno Mars        |
| Március 2.     | Uptown Funk †    | Mark Ronson feat. Bruno Mars        |
| Március 9.     | Uptown Funk †    | Mark Ronson feat. Bruno Mars        |
| Március 16.    | Uptown Funk †    | Mark Ronson feat. Bruno Mars        |
| Március 23.    | Uptown Funk †    | Mark Ronson feat. Bruno Mars        |
| Március 30.    | Uptown Funk †    | Mark Ronson feat. Bruno Mars        |
| Április 6.     | Uptown Funk †    | Mark Ronson feat. Bruno Mars        |
| Április 13.    | Uptown Funk †    | Mark Ronson feat. Bruno Mars        |
| Április 20.    | Uptown Funk †    | Mark Ronson feat. Bruno Mars        |
| Április 27.    | Uptown Funk †    | Mark Ronson feat. Bruno Mars        |
| Május 4.       | Uptown Funk †    | Mark Ronson feat. Bruno Mars        |
| Május 11.      | Uptown Funk †    | Mark Ronson feat. Bruno Mars        |
| Május 18.      | Uptown Funk †    | Mark Ronson feat. Bruno Mars        |
| Május 25.      | Uptown Funk †    | Mark Ronson feat. Bruno Mars        |
| Június 1.      | Uptown Funk †    | Mark Ronson feat. Bruno Mars        |
| Június 8.      | Uptown Funk †    | Mark Ronson feat. Bruno Mars        |
| Június 15.     | Uptown Funk †    | Mark Ronson feat. Bruno Mars        |
| Június 22.     | Uptown Funk †    | Mark Ronson feat. Bruno Mars        |
| Június 29.     | Április          | Rúzsa Magdi                         |
| Július 6.      | Walk             | Kwabs                               |
| Július 13.     | Lean On          | Major Lazer & DJ Snake feat. MØ     |
| Július 20.     | Lean On          | Major Lazer & DJ Snake feat. MØ     |
| Július 27.     | Lean On          | Major Lazer & DJ Snake feat. MØ     |
| Augusztus 3.   | Lean On          | Major Lazer & DJ Snake feat. MØ     |
| Augusztus 10.  | Lean On          | Major Lazer & DJ Snake feat. MØ     |
| Augusztus 17.  | Lean On          | Major Lazer & DJ Snake feat. MØ     |
| Augusztus 24.  | Lean On          | Major Lazer & DJ Snake feat. MØ     |
| Augusztus 31.  | Waiting for Love | Avicii                              |
| Szeptember 7.  | Lean On          | Major Lazer & DJ Snake feat. MØ     |
| Szeptember 14. | Waiting for Love | Avicii                              |
| Szeptember 21. | Waiting for Love | Avicii                              |
| Szeptember 28. | Lean On          | Major Lazer & DJ Snake feat. MØ     |
| Október 5.     | Lean On          | Major Lazer & DJ Snake feat. MØ     |
| Október 12.    | Reality          | Lost Frequencies feat. Janieck Devy |
| Október 19.    | Lean On          | Major Lazer & DJ Snake feat. MØ     |
| Október 26.    | Reality          | Lost Frequencies feat. Janieck Devy |
| November 2.    | Reality          | Lost Frequencies feat. Janieck Devy |
| November 9.    | Reality          | Lost Frequencies feat. Janieck Devy |
| November 16.   | Reality          | Lost Frequencies feat. Janieck Devy |
| November 23.   | Reality          | Lost Frequencies feat. Janieck Devy |
| November 30.   | Hello            | Adele                               |
| December 7.    | Hello            | Adele                               |
| December 14.   | Hello            | Adele                               |
| December 21.   | Hello            | Adele                               |
| December 28.   | Hello            | Adele                               |

### 2014
| † | A 2014-es összesített lista első helyezettje |

| Dátum          | Dal                 | Előadó                                |
| -------------- | ------------------- | ------------------------------------- |
| December 30.   | Hey Brother         | Avicii                                |
| Január 6.      | Hey Brother         | Avicii                                |
| Január 13.     | Hey Brother         | Avicii                                |
| Január 20.     | Timber              | Pitbull feat. Ke$ha                   |
| Január 27.     | Happy               | Pharrell Williams                     |
| Február 3.     | Happy               | Pharrell Williams                     |
| Február 10.    | Happy               | Pharrell Williams                     |
| Február 17.    | Happy               | Pharrell Williams                     |
| Február 24.    | Happy               | Pharrell Williams                     |
| Március 3.     | Happy               | Pharrell Williams                     |
| Március 10.    | Happy               | Pharrell Williams                     |
| Március 17.    | Happy               | Pharrell Williams                     |
| Március 24.    | Happy               | Pharrell Williams                     |
| Március 31.    | Happy               | Pharrell Williams                     |
| Április 7.     | Happy               | Pharrell Williams                     |
| Április 14.    | Happy               | Pharrell Williams                     |
| Április 21.    | Rather Be           | Clean Bandit feat. Jess Glynne        |
| Április 28.    | Addicted to You     | Avicii                                |
| Május 5.       | Rather Be           | Clean Bandit feat. Jess Glynne        |
| Május 12.      | Rather Be           | Clean Bandit feat. Jess Glynne        |
| Május 19.      | Rather Be           | Clean Bandit feat. Jess Glynne        |
| Május 26.      | Rather Be           | Clean Bandit feat. Jess Glynne        |
| Június 2.      | Waves †             | Mr. Probz                             |
| Június 9.      | Waves †             | Mr. Probz                             |
| Június 16.     | Nélküled            | Rúzsa Magdi                           |
| Június 23.     | Nélküled            | Rúzsa Magdi                           |
| Június 30.     | Summer              | Calvin Harris                         |
| Július 7.      | Summer              | Calvin Harris                         |
| Július 14.     | Summer              | Calvin Harris                         |
| Július 21.     | Summer              | Calvin Harris                         |
| Július 28.     | Summer              | Calvin Harris                         |
| Augusztus 4.   | Summer              | Calvin Harris                         |
| Augusztus 11.  | Prayer in C         | Lilly Wood & The Prick & Robin Schulz |
| Augusztus 18.  | Prayer in C         | Lilly Wood & The Prick & Robin Schulz |
| Augusztus 25.  | Prayer in C         | Lilly Wood & The Prick & Robin Schulz |
| Szeptember 1.  | Prayer in C         | Lilly Wood & The Prick & Robin Schulz |
| Szeptember 8.  | Prayer in C         | Lilly Wood & The Prick & Robin Schulz |
| Szeptember 15. | Prayer in C         | Lilly Wood & The Prick & Robin Schulz |
| Szeptember 22. | Prayer in C         | Lilly Wood & The Prick & Robin Schulz |
| Szeptember 29. | Prayer in C         | Lilly Wood & The Prick & Robin Schulz |
| Október 6.     | Prayer in C         | Lilly Wood & The Prick & Robin Schulz |
| Október 13.    | Prayer in C         | Lilly Wood & The Prick & Robin Schulz |
| Október 20.    | Prayer in C         | Lilly Wood & The Prick & Robin Schulz |
| Október 27.    | Blame               | Calvin Harris feat. John Newman       |
| November 3.    | Prayer in C         | Lilly Wood & The Prick & Robin Schulz |
| November 10.   | Prayer in C         | Lilly Wood & The Prick & Robin Schulz |
| November 17.   | Blame               | Calvin Harris feat. John Newman       |
| November 24.   | All About That Bass | Meghan Trainor                        |
| December 1.    | All About That Bass | Meghan Trainor                        |
| December 8.    | All About That Bass | Meghan Trainor                        |
| December 15.   | The Days            | Avicii                                |
| December 22.   | The Days            | Avicii                                |

### 2013
| † | A 2013-as összesített lista első helyezettje |

| Dátum          | Dal                          | Előadó                             |
| -------------- | ---------------------------- | ---------------------------------- |
| December 31.   | One Day / Reckoning Song     | Asaf Avidan                        |
| Január 7.      | Try                          | Pink                               |
| Január 14.     | Try                          | Pink                               |
| Január 21.     | Locked Out of Heaven         | Bruno Mars                         |
| Január 28.     | Locked Out of Heaven         | Bruno Mars                         |
| Február 4.     | Locked Out of Heaven         | Bruno Mars                         |
| Február 11.    | Locked Out of Heaven         | Bruno Mars                         |
| Február 18.    | Locked Out of Heaven         | Bruno Mars                         |
| Február 25.    | Locked Out of Heaven         | Bruno Mars                         |
| Március 4.     | Locked Out of Heaven         | Bruno Mars                         |
| Március 11.    | Locked Out of Heaven         | Bruno Mars                         |
| Március 18.    | Locked Out of Heaven         | Bruno Mars                         |
| Március 25.    | Feel This Moment             | Pitbull feat. Christina Aguilera   |
| Április 1.     | Feel This Moment             | Pitbull feat. Christina Aguilera   |
| Április 8.     | Feel This Moment             | Pitbull feat. Christina Aguilera   |
| Április 15.    | I Could Be the One (Nicktim) | Avicii vs. Nicky Romero            |
| Április 22.    | I Could Be the One (Nicktim) | Avicii vs. Nicky Romero            |
| Április 29.    | Mirrors                      | Justin Timberlake                  |
| Május 6.       | I Could Be the One (Nicktim) | Avicii vs. Nicky Romero            |
| Május 13.      | Get Lucky                    | Daft Punk feat. Pharrell Williams  |
| Május 20.      | Get Lucky                    | Daft Punk feat. Pharrell Williams  |
| Május 27.      | Get Lucky                    | Daft Punk feat. Pharrell Williams  |
| Június 3.      | Get Lucky                    | Daft Punk feat. Pharrell Williams  |
| Június 10.     | Get Lucky                    | Daft Punk feat. Pharrell Williams  |
| Június 17.     | Get Lucky                    | Daft Punk feat. Pharrell Williams  |
| Június 24.     | Get Lucky                    | Daft Punk feat. Pharrell Williams  |
| Július 1.      | Get Lucky                    | Daft Punk feat. Pharrell Williams  |
| Július 8.      | Blurred Lines †              | Robin Thicke feat. T.I. & Pharrell |
| Július 15.     | Blurred Lines †              | Robin Thicke feat. T.I. & Pharrell |
| Július 22.     | Wake Me Up                   | Avicii feat. Aloe Blacc            |
| Július 29.     | Wake Me Up                   | Avicii feat. Aloe Blacc            |
| Augusztus 5.   | Wake Me Up                   | Avicii feat. Aloe Blacc            |
| Augusztus 12.  | Wake Me Up                   | Avicii feat. Aloe Blacc            |
| Augusztus 19.  | Wake Me Up                   | Avicii feat. Aloe Blacc            |
| Augusztus 26.  | Wake Me Up                   | Avicii feat. Aloe Blacc            |
| Szeptember 2.  | Wake Me Up                   | Avicii feat. Aloe Blacc            |
| Szeptember 9.  | Wake Me Up                   | Avicii feat. Aloe Blacc            |
| Szeptember 16. | Wake Me Up                   | Avicii feat. Aloe Blacc            |
| Szeptember 23. | Wake Me Up                   | Avicii feat. Aloe Blacc            |
| Szeptember 30. | Wake Me Up                   | Avicii feat. Aloe Blacc            |
| Október 7.     | Blurred Lines †              | Robin Thicke feat. T.I. & Pharrell |
| Október 14.    | Burn                         | Ellie Goulding                     |
| Október 21.    | Blurred Lines †              | Robin Thicke feat. T.I. & Pharrell |
| Október 28.    | Burn                         | Ellie Goulding                     |
| November 4.    | Cheating                     | John Newman                        |
| November 11.   | Cheating                     | John Newman                        |
| November 18.   | Cheating                     | John Newman                        |
| November 25.   | Hey Brother                  | Avicii                             |
| December 2.    | Burn                         | Ellie Goulding                     |
| December 9.    | Hey Brother                  | Avicii                             |
| December 16.   | Hey Brother                  | Avicii                             |
| December 23.   | Hey Brother                  | Avicii                             |

### 2012
| † | A 2012-es összesített lista első helyezettje |

| Dátum          | Dal                            | Előadó                             |
| -------------- | ------------------------------ | ---------------------------------- |
| Január 2.      | Moves Like Jagger              | Maroon 5 feat. Christina Aguilera  |
| Január 9.      | Stereo Hearts                  | Gym Class Heroes feat. Adam Levine |
| Január 16.     | We Found Love                  | Rihanna feat. Calvin Harris        |
| Január 23.     | Moves Like Jagger              | Maroon 5 feat. Christina Aguilera  |
| Január 30.     | Moves Like Jagger              | Maroon 5 feat. Christina Aguilera  |
| Február 6.     | Ai se eu te pego!              | Michel Teló                        |
| Február 13.    | Ai se eu te pego!              | Michel Teló                        |
| Február 20.    | Ai se eu te pego!              | Michel Teló                        |
| Február 27.    | Ai se eu te pego!              | Michel Teló                        |
| Március 5.     | Give Me All Your Luvin’        | Madonna feat. Nicki Minaj & M.I.A. |
| Március 12.    | Give Me All Your Luvin’        | Madonna feat. Nicki Minaj & M.I.A. |
| Március 19.    | Ai se eu te pego!              | Michel Teló                        |
| Március 26.    | Ai se eu te pego!              | Michel Teló                        |
| Április 2.     | Ai se eu te pego!              | Michel Teló                        |
| Április 9.     | Wild Ones                      | Flo Rida feat. Sia                 |
| Április 16.    | Wild Ones                      | Flo Rida feat. Sia                 |
| Április 23.    | Ai se eu te pego!              | Michel Teló                        |
| Április 30.    | Ai se eu te pego!              | Michel Teló                        |
| Május 7.       | Ai se eu te pego!              | Michel Teló                        |
| Május 14.      | Somebody That I Used To Know † | Gotye feat. Kimbra                 |
| Május 21.      | Call Me Maybe                  | Carly Rae Jepsen                   |
| Május 28.      | Somebody That I Used To Know † | Gotye feat. Kimbra                 |
| Június 4.      | Somebody That I Used To Know † | Gotye feat. Kimbra                 |
| Június 11.     | Call Me Maybe                  | Carly Rae Jepsen                   |
| Június 18.     | Payphone                       | Maroon 5 feat. Wiz Khalifa         |
| Június 25.     | Payphone                       | Maroon 5 feat. Wiz Khalifa         |
| Július 2.      | Payphone                       | Maroon 5 feat. Wiz Khalifa         |
| Július 9.      | Payphone                       | Maroon 5 feat. Wiz Khalifa         |
| Július 16.     | Payphone                       | Maroon 5 feat. Wiz Khalifa         |
| Július 23.     | Payphone                       | Maroon 5 feat. Wiz Khalifa         |
| Július 30.     | Whistle                        | Flo Rida                           |
| Augusztus 6.   | Whistle                        | Flo Rida                           |
| Augusztus 13.  | Whistle                        | Flo Rida                           |
| Augusztus 20.  | Euphoria                       | Loreen                             |
| Augusztus 27.  | Whistle                        | Flo Rida                           |
| Szeptember 3.  | Whistle                        | Flo Rida                           |
| Szeptember 10. | Whistle                        | Flo Rida                           |
| Szeptember 17. | Whistle                        | Flo Rida                           |
| Szeptember 24. | I Follow Rivers                | Lykke Li                           |
| Október 1.     | Blow Me (One Last Kiss)        | Pink                               |
| Október 8.     | I Follow Rivers                | Lykke Li                           |
| Október 15.    | I Follow Rivers                | Lykke Li                           |
| Október 22.    | I Follow Rivers                | Lykke Li                           |
| Október 29.    | I Follow Rivers                | Lykke Li                           |
| November 5.    | I Follow Rivers                | Lykke Li                           |
| November 12.   | I Follow Rivers                | Lykke Li                           |
| November 19.   | I Follow Rivers                | Lykke Li                           |
| November 26.   | I Follow Rivers                | Lykke Li                           |
| December 3.    | Skyfall                        | Adele                              |
| December 10.   | Skyfall                        | Adele                              |
| December 17.   | Diamonds                       | Rihanna (feat. Kanye West)         |
| December 24.   | One Day / Reckoning Song       | Asaf Avidan                        |

### 2011
| Dátum          | Dal                                            | Előadó                                |
| -------------- | ---------------------------------------------- | ------------------------------------- |
| Január 3.      | Only Girl (In the World)                       | Rihanna                               |
| Január 10.     | Only Girl (In the World)                       | Rihanna                               |
| Január 17.     | Only Girl (In the World)                       | Rihanna                               |
| Január 24.     | Raise Your Glass                               | Pink                                  |
| Január 31.     | Only Girl (In the World)                       | Rihanna                               |
| Február 7.     | Raise Your Glass                               | Pink                                  |
| Február 14.    | The Time (Dirty Bit)                           | The Black Eyed Peas                   |
| Február 21.    | The Time (Dirty Bit)                           | The Black Eyed Peas                   |
| Február 28.    | The Time (Dirty Bit)                           | The Black Eyed Peas                   |
| Március 7.     | Grenade                                        | Bruno Mars                            |
| Március 14.    | Born This Way                                  | Lady Gaga                             |
| Március 21.    | Born This Way                                  | Lady Gaga                             |
| Március 28.    | Born This Way                                  | Lady Gaga                             |
| Április 4.     | Born This Way                                  | Lady Gaga                             |
| Április 11.    | Born This Way                                  | Lady Gaga                             |
| Április 18.    | Born This Way                                  | Lady Gaga                             |
| Április 25.    | Szerelem, miért múlsz? (What About My Dreams?) | Wolf Kati                             |
| Május 2.       | Price Tag                                      | Jessie J feat. B.o.B                  |
| Május 9.       | Born This Way                                  | Lady Gaga                             |
| Május 16.      | Price Tag                                      | Jessie J feat. B.o.B                  |
| Május 23.      | Price Tag                                      | Jessie J feat. B.o.B                  |
| Május 30.      | Hello                                          | Martin Solveig & Dragonette           |
| Június 6.      | The Lazy Song                                  | Bruno Mars                            |
| Június 13.     | The Lazy Song                                  | Bruno Mars                            |
| Június 20.     | The Lazy Song                                  | Bruno Mars                            |
| Június 27.     | Mr. Saxobeat                                   | Alexandra Stan                        |
| Július 4.      | Mr. Saxobeat                                   | Alexandra Stan                        |
| Július 11.     | Party Rock Anthem                              | LMFAO feat. Lauren Bennett & Goonrock |
| Július 18.     | Party Rock Anthem                              | LMFAO feat. Lauren Bennett & Goonrock |
| Július 25.     | Give Me Everything                             | Pitbull feat. Ne-Yo, Afrojack & Nayer |
| Augusztus 1.   | Give Me Everything                             | Pitbull feat. Ne-Yo, Afrojack & Nayer |
| Augusztus 8.   | Give Me Everything                             | Pitbull feat. Ne-Yo, Afrojack & Nayer |
| Augusztus 15.  | Give Me Everything                             | Pitbull feat. Ne-Yo, Afrojack & Nayer |
| Augusztus 22.  | Give Me Everything                             | Pitbull feat. Ne-Yo, Afrojack & Nayer |
| Augusztus 29.  | Give Me Everything                             | Pitbull feat. Ne-Yo, Afrojack & Nayer |
| Szeptember 5.  | Party Rock Anthem                              | LMFAO feat. Lauren Bennett & Goonrock |
| Szeptember 12. | Moves Like Jagger                              | Maroon 5 feat. Christina Aguilera     |
| Szeptember 19. | Moves Like Jagger                              | Maroon 5 feat. Christina Aguilera     |
| Szeptember 26. | Moves Like Jagger                              | Maroon 5 feat. Christina Aguilera     |
| Október 3.     | Moves Like Jagger                              | Maroon 5 feat. Christina Aguilera     |
| Október 10.    | Moves Like Jagger                              | Maroon 5 feat. Christina Aguilera     |
| Október 17.    | Moves Like Jagger                              | Maroon 5 feat. Christina Aguilera     |
| Október 24.    | Moves Like Jagger                              | Maroon 5 feat. Christina Aguilera     |
| Október 31.    | Moves Like Jagger                              | Maroon 5 feat. Christina Aguilera     |
| November 7.    | Moves Like Jagger                              | Maroon 5 feat. Christina Aguilera     |
| November 14.   | Moves Like Jagger                              | Maroon 5 feat. Christina Aguilera     |
| November 21.   | Moves Like Jagger                              | Maroon 5 feat. Christina Aguilera     |
| November 28.   | Moves Like Jagger                              | Maroon 5 feat. Christina Aguilera     |
| December 5.    | Moves Like Jagger                              | Maroon 5 feat. Christina Aguilera     |
| December 12.   | Moves Like Jagger                              | Maroon 5 feat. Christina Aguilera     |
| December 19.   | Moves Like Jagger                              | Maroon 5 feat. Christina Aguilera     |
| December 26.   | Moves Like Jagger                              | Maroon 5 feat. Christina Aguilera     |

A 2011-es összesített lista első helyezettje Adele-től a Rolling in the Deep volt, aminek a 2. volt a legjobb helyezése.

### 2010
| Dátum          | Dal                              | Előadó                      |
| -------------- | -------------------------------- | --------------------------- |
| Január 4.      | Bad Romance                      | Lady Gaga                   |
| Január 11.     | Bad Romance                      | Lady Gaga                   |
| Január 18.     | Bad Romance                      | Lady Gaga                   |
| Január 25.     | Bad Romance                      | Lady Gaga                   |
| Február 1.     | Bad Romance                      | Lady Gaga                   |
| Február 8.     | Bad Romance                      | Lady Gaga                   |
| Február 15.    | Bad Romance                      | Lady Gaga                   |
| Február 22.    | Bad Romance                      | Lady Gaga                   |
| Március 1.     | Bad Romance                      | Lady Gaga                   |
| Március 8.     | Bad Romance                      | Lady Gaga                   |
| Március 15.    | Bad Romance                      | Lady Gaga                   |
| Március 22.    | Tik Tok                          | Ke$ha                       |
| Március 29.    | Tik Tok                          | Ke$ha                       |
| Április 5.     | Tik Tok                          | Ke$ha                       |
| Április 12.    | Fight For This Love              | Cheryl Cole                 |
| Április 19.    | Fight For This Love              | Cheryl Cole                 |
| Április 26.    | Memories                         | David Guetta feat. Kid Cudi |
| Május 3.       | Memories                         | David Guetta feat. Kid Cudi |
| Május 10.      | Memories                         | David Guetta feat. Kid Cudi |
| Május 17.      | Memories                         | David Guetta feat. Kid Cudi |
| Május 24.      | Fight For This Love              | Cheryl Cole                 |
| Május 31.      | Memories                         | David Guetta feat. Kid Cudi |
| Június 7.      | Whataya Want from Me             | Adam Lambert                |
| Június 14.     | Memories                         | David Guetta feat. Kid Cudi |
| Június 21.     | Waka Waka (This Time for Africa) | Shakira feat. Freshlyground |
| Június 28.     | Waka Waka (This Time for Africa) | Shakira feat. Freshlyground |
| Július 5.      | Waka Waka (This Time for Africa) | Shakira feat. Freshlyground |
| Július 12.     | Waka Waka (This Time for Africa) | Shakira feat. Freshlyground |
| Július 19.     | Alejandro                        | Lady Gaga                   |
| Július 26.     | Alejandro                        | Lady Gaga                   |
| Augusztus 2.   | We No Speak Americano            | Yolanda Be Cool & DCUP      |
| Augusztus 9.   | California Gurls                 | Katy Perry                  |
| Augusztus 16.  | California Gurls                 | Katy Perry                  |
| Augusztus 23.  | California Gurls                 | Katy Perry                  |
| Augusztus 30.  | We No Speak Americano            | Yolanda Be Cool & DCUP      |
| Szeptember 6.  | We No Speak Americano            | Yolanda Be Cool & DCUP      |
| Szeptember 13. | California Gurls                 | Katy Perry                  |
| Szeptember 20. | Club Can’t Handle Me             | Flo Rida feat. David Guetta |
| Szeptember 27. | Waka Waka (This Time for Africa) | Shakira feat. Freshlyground |
| Október 4.     | Waka Waka (This Time for Africa) | Shakira feat. Freshlyground |
| Október 11.    | Club Can’t Handle Me             | Flo Rida feat. David Guetta |
| Október 18.    | Club Can’t Handle Me             | Flo Rida feat. David Guetta |
| Október 25.    | Love the Way You Lie             | Eminem feat. Rihanna        |
| November 1.    | Love the Way You Lie             | Eminem feat. Rihanna        |
| November 8.    | Love the Way You Lie             | Eminem feat. Rihanna        |
| November 15.   | Love the Way You Lie             | Eminem feat. Rihanna        |
| November 22.   | Love the Way You Lie             | Eminem feat. Rihanna        |
| November 29.   | Loca                             | Shakira feat. Dizzee Rascal |
| December 6.    | Loca                             | Shakira feat. Dizzee Rascal |
| December 13.   | Loca                             | Shakira feat. Dizzee Rascal |
| December 20.   | Only Girl (In the World)         | Rihanna                     |
| December 27.   | Only Girl (In the World)         | Rihanna                     |

A 2010-es összesített lista első helyezettje Edward Mayától és Vika Jigulinától a Stereo Love volt, aminek a 2. volt a legjobb helyezése.

### 2009
| † | A 2009-es összesített lista első helyezettje |

| Dátum          | Dal                             | Előadó                           |
| -------------- | ------------------------------- | -------------------------------- |
| December 29.   | I Kissed A Girl                 | Katy Perry                       |
| Január 5.      | I Kissed A Girl                 | Katy Perry                       |
| Január 12.     | I Kissed A Girl                 | Katy Perry                       |
| Január 19.     | Hot N Cold †                    | Katy Perry                       |
| Január 26.     | Hot N Cold †                    | Katy Perry                       |
| Február 2.     | Hot N Cold †                    | Katy Perry                       |
| Február 9.     | Hot N Cold †                    | Katy Perry                       |
| Február 16.    | Hot N Cold †                    | Katy Perry                       |
| Február 23.    | Hot N Cold †                    | Katy Perry                       |
| Március 2.     | Hot N Cold †                    | Katy Perry                       |
| Március 9.     | Hot N Cold †                    | Katy Perry                       |
| Március 16.    | Hot N Cold †                    | Katy Perry                       |
| Március 23.    | Hot N Cold †                    | Katy Perry                       |
| Március 30.    | Poker Face                      | Lady Gaga                        |
| Április 6.     | Hot N Cold †                    | Katy Perry                       |
| Április 13.    | Poker Face                      | Lady Gaga                        |
| Április 20.    | Poker Face                      | Lady Gaga                        |
| Április 27.    | Poker Face                      | Lady Gaga                        |
| Május 4.       | Poker Face                      | Lady Gaga                        |
| Május 11.      | Poker Face                      | Lady Gaga                        |
| Május 18.      | Right Round                     | Flo Rida feat. Kesha             |
| Május 25.      | Right Round                     | Flo Rida feat. Kesha             |
| Június 1.      | Right Round                     | Flo Rida feat. Kesha             |
| Június 8.      | Poker Face                      | Lady Gaga                        |
| Június 15.     | Poker Face                      | Lady Gaga                        |
| Június 22.     | Poker Face                      | Lady Gaga                        |
| Június 29.     | Poker Face                      | Lady Gaga                        |
| Július 6.      | Poker Face                      | Lady Gaga                        |
| Július 13.     | Poker Face                      | Lady Gaga                        |
| Július 20.     | Right Round                     | Flo Rida feat. Kesha             |
| Július 27.     | When Love Takes Over            | David Guetta feat. Kelly Rowland |
| Augusztus 3.   | When Love Takes Over            | David Guetta feat. Kelly Rowland |
| Augusztus 10.  | When Love Takes Over            | David Guetta feat. Kelly Rowland |
| Augusztus 17.  | When Love Takes Over            | David Guetta feat. Kelly Rowland |
| Augusztus 24.  | When Love Takes Over            | David Guetta feat. Kelly Rowland |
| Augusztus 31.  | When Love Takes Over            | David Guetta feat. Kelly Rowland |
| Szeptember 7.  | When Love Takes Over            | David Guetta feat. Kelly Rowland |
| Szeptember 14. | I Know You Want Me (Calle Ocho) | Pitbull                          |
| Szeptember 21. | I Know You Want Me (Calle Ocho) | Pitbull                          |
| Szeptember 28. | I Know You Want Me (Calle Ocho) | Pitbull                          |
| Október 5.     | I Know You Want Me (Calle Ocho) | Pitbull                          |
| Október 12.    | I Know You Want Me (Calle Ocho) | Pitbull                          |
| Október 19.    | I Know You Want Me (Calle Ocho) | Pitbull                          |
| Október 26.    | I Know You Want Me (Calle Ocho) | Pitbull                          |
| November 2.    | I Know You Want Me (Calle Ocho) | Pitbull                          |
| November 9.    | I Know You Want Me (Calle Ocho) | Pitbull                          |
| November 16.   | I Know You Want Me (Calle Ocho) | Pitbull                          |
| November 23.   | I Know You Want Me (Calle Ocho) | Pitbull                          |
| November 30.   | I Know You Want Me (Calle Ocho) | Pitbull                          |
| December 7.    | I Know You Want Me (Calle Ocho) | Pitbull                          |
| December 14.   | Bodies                          | Robbie Williams                  |
| December 21.   | Bodies                          | Robbie Williams                  |
| December 28.   | Bad Romance                     | Lady Gaga                        |

### 2008
| Dátum          | Dal                  | Előadó                                      |
| -------------- | -------------------- | ------------------------------------------- |
| December 31.   | Don't Stop The Music | Rihanna                                     |
| Január 7.      | Don't Stop The Music | Rihanna                                     |
| Január 14.     | Don't Stop The Music | Rihanna                                     |
| Január 21.     | Don't Stop The Music | Rihanna                                     |
| Január 28.     | Don't Stop The Music | Rihanna                                     |
| Február 4.     | Don't Stop The Music | Rihanna                                     |
| Február 11.    | Don't Stop The Music | Rihanna                                     |
| Február 18.    | Don't Stop The Music | Rihanna                                     |
| Február 25.    | Don't Stop The Music | Rihanna                                     |
| Március 3.     | Don't Stop The Music | Rihanna                                     |
| Március 10.    | Rise Up              | Yves Larock                                 |
| Március 17.    | Don't Stop The Music | Rihanna                                     |
| Március 24.    | Don't Stop The Music | Rihanna                                     |
| Március 31.    | Bleeding Love        | Leona Lewis                                 |
| Április 7.     | Don't Stop The Music | Rihanna                                     |
| Április 14.    | Apologize            | Timbaland feat. Onerepublic                 |
| Április 21.    | Bleeding Love        | Leona Lewis                                 |
| Április 28.    | Bleeding Love        | Leona Lewis                                 |
| Május 5.       | 4 Minutes            | Madonna feat. Justin Timberlake & Timbaland |
| Május 12.      | 4 Minutes            | Madonna feat. Justin Timberlake & Timbaland |
| Május 19.      | 4 Minutes            | Madonna feat. Justin Timberlake & Timbaland |
| Május 26.      | 4 Minutes            | Madonna feat. Justin Timberlake & Timbaland |
| Június 2.      | 4 Minutes            | Madonna feat. Justin Timberlake & Timbaland |
| Június 9.      | 4 Minutes            | Madonna feat. Justin Timberlake & Timbaland |
| Június 16.     | 4 Minutes            | Madonna feat. Justin Timberlake & Timbaland |
| Június 23.     | 4 Minutes            | Madonna feat. Justin Timberlake & Timbaland |
| Június 30.     | 4 Minutes            | Madonna feat. Justin Timberlake & Timbaland |
| Július 7.      | 4 Minutes            | Madonna feat. Justin Timberlake & Timbaland |
| Július 14.     | American Boy         | Estelle feat. Kanye West                    |
| Július 21.     | American Boy         | Estelle feat. Kanye West                    |
| Július 28.     | American Boy         | Estelle feat. Kanye West                    |
| Augusztus 4.   | Give It 2 Me         | Madonna                                     |
| Augusztus 11.  | All Summer Long      | Kid Rock                                    |
| Augusztus 18.  | Give It 2 Me         | Madonna                                     |
| Augusztus 25.  | Give It 2 Me         | Madonna                                     |
| Szeptember 1.  | American Boy         | Estelle feat. Kanye West                    |
| Szeptember 8.  | Give It 2 Me         | Madonna                                     |
| Szeptember 15. | American Boy         | Estelle feat. Kanye West                    |
| Szeptember 22. | Give It 2 Me         | Madonna                                     |
| Szeptember 29. | Give It 2 Me         | Madonna                                     |
| Október 6.     | I Kissed A Girl      | Katy Perry                                  |
| Október 13.    | I Kissed A Girl      | Katy Perry                                  |
| Október 20.    | I Kissed A Girl      | Katy Perry                                  |
| Október 27.    | I Kissed A Girl      | Katy Perry                                  |
| November 3.    | I Kissed A Girl      | Katy Perry                                  |
| November 10.   | I Kissed A Girl      | Katy Perry                                  |
| November 17.   | I Kissed A Girl      | Katy Perry                                  |
| November 24.   | I Kissed A Girl      | Katy Perry                                  |
| December 1.    | I Kissed A Girl      | Katy Perry                                  |
| December 8.    | I Kissed A Girl      | Katy Perry                                  |
| December 15.   | I Kissed A Girl      | Katy Perry                                  |
| December 22.   | I Kissed A Girl      | Katy Perry                                  |

A 2008-as összesített lista első helyezettje Duffy-tól a Mercy volt, aminek a 2. volt a legjobb helyezése.

### 2007
| † | A 2007-es összesített lista első helyezettje |

| Dátum          | Dal                              | Előadó                          |
| -------------- | -------------------------------- | ------------------------------- |
| Január 1.      | Jump                             | Madonna                         |
| Január 8.      | Jump                             | Madonna                         |
| Január 15.     | Jump                             | Madonna                         |
| Január 22.     | Irreplaceable                    | Beyoncé                         |
| Január 29.     | Irreplaceable                    | Beyoncé                         |
| Február 5.     | Irreplaceable                    | Beyoncé                         |
| Február 12.    | Irreplaceable                    | Beyoncé                         |
| Február 19.    | Irreplaceable                    | Beyoncé                         |
| Február 26.    | I Don't Need A Man               | Pussycat Dolls                  |
| Március 5.     | All Good Things (Come to an End) | Nelly Furtado                   |
| Március 12.    | All Good Things (Come to an End) | Nelly Furtado                   |
| Március 19.    | All Good Things (Come to an End) | Nelly Furtado                   |
| Március 26.    | All Good Things (Come to an End) | Nelly Furtado                   |
| Április 2.     | Say It Right †                   | Nelly Furtado                   |
| Április 9.     | Say It Right †                   | Nelly Furtado                   |
| Április 16.    | Say It Right †                   | Nelly Furtado                   |
| Április 23.    | Say It Right †                   | Nelly Furtado                   |
| Április 30.    | Say It Right †                   | Nelly Furtado                   |
| Május 7.       | Say It Right †                   | Nelly Furtado                   |
| Május 14.      | Say It Right †                   | Nelly Furtado                   |
| Május 21.      | Say It Right †                   | Nelly Furtado                   |
| Május 28.      | What Goes Around... Comes Around | Justin Timberlake               |
| Június 4.      | Beautiful Liar                   | Beyoncé & Shakira               |
| Június 11.     | Beautiful Liar                   | Beyoncé & Shakira               |
| Június 18.     | Beautiful Liar                   | Beyoncé & Shakira               |
| Június 25.     | Umbrella                         | Rihanna feat. Jay-Z             |
| Július 2.      | Umbrella                         | Rihanna feat. Jay-Z             |
| Július 9.      | Beautiful Liar                   | Beyoncé & Shakira               |
| Július 16.     | Umbrella                         | Rihanna feat. Jay-Z             |
| Július 23.     | Umbrella                         | Rihanna feat. Jay-Z             |
| Július 30.     | Umbrella                         | Rihanna feat. Jay-Z             |
| Augusztus 6.   | Umbrella                         | Rihanna feat. Jay-Z             |
| Augusztus 13.  | Umbrella                         | Rihanna feat. Jay-Z             |
| Augusztus 20.  | Love Is Gone                     | David Guetta feat. Chris Willis |
| Augusztus 27.  | Love Is Gone                     | David Guetta feat. Chris Willis |
| Szeptember 3.  | Love Is Gone                     | David Guetta feat. Chris Willis |
| Szeptember 10. | Love Is Gone                     | David Guetta feat. Chris Willis |
| Szeptember 17. | Love Is Gone                     | David Guetta feat. Chris Willis |
| Szeptember 24. | Love Is Gone                     | David Guetta feat. Chris Willis |
| Október 1.     | Love Is Gone                     | David Guetta feat. Chris Willis |
| Október 8.     | Love Is Gone                     | David Guetta feat. Chris Willis |
| Október 15.    | Love Is Gone                     | David Guetta feat. Chris Willis |
| Október 22.    | Love Is Gone                     | David Guetta feat. Chris Willis |
| Október 29.    | Love Is Gone                     | David Guetta feat. Chris Willis |
| November 5.    | Love Is Gone                     | David Guetta feat. Chris Willis |
| November 12.   | Don't Stop The Music             | Rihanna                         |
| November 19.   | Love Is Gone                     | David Guetta feat. Chris Willis |
| November 26.   | Don't Stop The Music             | Rihanna                         |
| December 3.    | Don't Stop The Music             | Rihanna                         |
| December 10.   | Don't Stop The Music             | Rihanna                         |
| December 17.   | Don't Stop The Music             | Rihanna                         |
| December 24.   | Don't Stop The Music             | Rihanna                         |

### 2006
| † | A 2006-os összesített lista első helyezettje |

| Dátum          | Dal                       | Előadó                                  |
| -------------- | ------------------------- | --------------------------------------- |
| Január 2.      | Hung up                   | Madonna                                 |
| Január 9.      | Hung up                   | Madonna                                 |
| Január 16.     | Love Generation           | Bob Sinclair feat. Gary Pine            |
| Január 23.     | Love Generation           | Bob Sinclair feat. Gary Pine            |
| Január 30.     | Love Generation           | Bob Sinclair feat. Gary Pine            |
| Február 6.     | Love Generation           | Bob Sinclair feat. Gary Pine            |
| Február 13.    | Love Generation           | Bob Sinclair feat. Gary Pine            |
| Február 20.    | Love Generation           | Bob Sinclair feat. Gary Pine            |
| Február 27.    | Love Generation           | Bob Sinclair feat. Gary Pine            |
| Március 6.     | Sorry                     | Madonna                                 |
| Március 13.    | Sorry                     | Madonna                                 |
| Március 20.    | Sorry                     | Madonna                                 |
| Március 27.    | Sorry                     | Madonna                                 |
| Április 3.     | Sorry                     | Madonna                                 |
| Április 10.    | Sorry                     | Madonna                                 |
| Április 17.    | Sorry                     | Madonna                                 |
| Április 24.    | Stupid Girls              | Pink                                    |
| Május 1.       | Hips Don't Lie            | Shakira feat. Wyclef Jean               |
| Május 8.       | Hips Don't Lie            | Shakira feat. Wyclef Jean               |
| Május 15.      | Hips Don't Lie            | Shakira feat. Wyclef Jean               |
| Május 22.      | Hips Don't Lie            | Shakira feat. Wyclef Jean               |
| Május 29.      | Hips Don't Lie            | Shakira feat. Wyclef Jean               |
| Június 5.      | Hips Don't Lie            | Shakira feat. Wyclef Jean               |
| Június 12.     | Hips Don't Lie            | Shakira feat. Wyclef Jean               |
| Június 19.     | Hips Don't Lie            | Shakira feat. Wyclef Jean               |
| Június 26.     | World, Hold On †          | Bob Sinclair feat. Steve Edwards        |
| Július 3.      | Hips Don't Lie            | Shakira feat. Wyclef Jean               |
| Július 10.     | World, Hold On †          | Bob Sinclair feat. Steve Edwards        |
| Július 17.     | Cha Cha                   | Chelo                                   |
| Július 24.     | World, Hold On †          | Bob Sinclair feat. Steve Edwards        |
| Július 31.     | Cha Cha                   | Chelo                                   |
| Augusztus 7.   | Cha Cha                   | Chelo                                   |
| Augusztus 14.  | World, Hold On †          | Bob Sinclair feat. Steve Edwards        |
| Augusztus 21.  | World, Hold On †          | Bob Sinclair feat. Steve Edwards        |
| Augusztus 28.  | World, Hold On †          | Bob Sinclair feat. Steve Edwards        |
| Szeptember 4.  | Cha Cha                   | Chelo                                   |
| Szeptember 11. | Cha Cha                   |                                         |
| Szeptember 18. | Cha Cha                   |                                         |
| Szeptember 25. | Cha Cha                   |                                         |
| Október 2.     | Unfaithful                | Rihanna                                 |
| Október 9.     | Unfaithful                | Rihanna                                 |
| Október 16.    | Mas Que Nada              | Sergio Mendes feat. The Black Eyed Peas |
| Október 23.    | Unfaithful                | Rihanna                                 |
| Október 30.    | Unfaithful                | Rihanna                                 |
| November 6.    | I Don't Feel Like Dancin' | Scissor Sisters                         |
| November 13.   | I Don't Feel Like Dancin' | Scissor Sisters                         |
| November 20.   | I Don't Feel Like Dancin' | Scissor Sisters                         |
| November 27.   | Buttons                   | Pussycat Dolls feat. Snoop Dogg         |
| December 4.    | Unfaithful                | Rihanna                                 |
| December 11.   | Jump                      | Madonna                                 |
| December 18.   | Jump                      | Madonna                                 |
| December 25.   | Jump                      | Madonna                                 |

### 2005
| † | A 2005-ös összesített lista első helyezettje |

| Dátum          | Dal                        | Előadó              |
| -------------- | -------------------------- | ------------------- |
| Január 3.      | Motel                      | Zsédenyi Adrienn    |
| Január 10.     | Motel                      | Zsédenyi Adrienn    |
| Január 17.     | Motel                      | Zsédenyi Adrienn    |
| Január 23.     | Motel                      | Zsédenyi Adrienn    |
| Január 31.     | Femme Like You             | K.Maro              |
| Február 7.     | Femme Like You             | K.Maro              |
| Február 14.    | Femme Like You             | K.Maro              |
| Február 21.    | Femme Like You             | K.Maro              |
| Február 28.    | Femme Like You             | K.Maro              |
| Március 7.     | Femme Like You             | K.Maro              |
| Március 14.    | Femme Like You             | K.Maro              |
| Március 21.    | Femme Like You             | K.Maro              |
| Március 28.    | Femme Like You             | K.Maro              |
| Április 4.     | Femme Like You             | K.Maro              |
| Április 11.    | Femme Like You             | K.Maro              |
| Április 18.    | Femme Like You             | K.Maro              |
| Április 25.    | Boulevard Of Broken Dreams | Green Day           |
| Május 2.       | Shiver                     | Natalie Imbruglia   |
| Május 9.       | Lift Me Up                 | Moby                |
| Május 16.      | Shiver                     | Natalie Imbruglia   |
| Május 23.      | Don't Phunk With My Heart  | The Black Eyed Peas |
| Május 30.      | Don't Phunk With My Heart  | The Black Eyed Peas |
| Június 6.      | Don't Phunk With My Heart  | The Black Eyed Peas |
| Június 13.     | Don't Phunk With My Heart  | The Black Eyed Peas |
| Június 20.     | Don't Phunk With My Heart  | The Black Eyed Peas |
| Június 27.     | Don't Phunk With My Heart  | The Black Eyed Peas |
| Július 4.      | Don't Phunk With My Heart  | The Black Eyed Peas |
| Július 11.     | Don't Phunk With My Heart  | The Black Eyed Peas |
| Július 18.     | Lonely No More             | Rob Thomas          |
| Július 25.     | La Tortura †               | Shakira             |
| Augusztus 1.   | La Tortura †               | Shakira             |
| Augusztus 8.   | La Tortura †               | Shakira             |
| Augusztus 15.  | La Tortura †               | Shakira             |
| Augusztus 22.  | La Tortura †               | Shakira             |
| Augusztus 29.  | La Tortura †               | Shakira             |
| Szeptember 5.  | La Tortura †               | Shakira             |
| Szeptember 12. | La Tortura †               | Shakira             |
| Szeptember 19. | La Tortura †               | Shakira             |
| Szeptember 26. | Don't Lie                  | The Black Eyed Peas |
| Október 3.     | Don't Lie                  | The Black Eyed Peas |
| Október 10.    | Don't Lie                  | The Black Eyed Peas |
| Október 17.    | You're Beautiful           | James Blunt         |
| Október 24.    | Tripping                   | Robbie Williams     |
| Október 31.    | Tripping                   | Robbie Williams     |
| November 7.    | Hung Up                    | Madonna             |
| November 14.   | Hung Up                    | Madonna             |
| November 21.   | Hung Up                    | Madonna             |
| November 28.   | Hung Up                    | Madonna             |
| December 5.    | Hung Up                    | Madonna             |
| December 12.   | Hung Up                    | Madonna             |
| December 19.   | Hung Up                    | Madonna             |
| December 26.   | Hung Up                    | Madonna             |

### 2004
| † | A 2004-es összesített lista első helyezettje |

| Dátum          | Dal                          | Előadó              |
| -------------- | ---------------------------- | ------------------- |
| December 29.   | Shut Up                      | The Black Eyed Peas |
| Január 5.      | Shut Up                      | The Black Eyed Peas |
| Január 12.     | Shut Up                      | The Black Eyed Peas |
| Január 19.     | Shut Up                      | The Black Eyed Peas |
| Január 26.     | Shut Up                      | The Black Eyed Peas |
| Február 2.     | Shut Up                      | The Black Eyed Peas |
| Február 9.     | Shut Up                      | The Black Eyed Peas |
| Február 16.    | Shut Up                      | The Black Eyed Peas |
| Február 23.    | Shut Up                      | The Black Eyed Peas |
| Március 1.     | Shut Up                      | The Black Eyed Peas |
| Március 8.     | Toxic                        | Britney Spears      |
| Március 15.    | Toxic                        | Britney Spears      |
| Március 22.    | Toxic                        | Britney Spears      |
| Március 29.    | Toxic                        | Britney Spears      |
| Április 5.     | Toxic                        | Britney Spears      |
| Április 12.    | Toxic                        | Britney Spears      |
| Április 19.    | Amazing                      | George Michael      |
| Április 26.    | Left Outside Alone           | Anastacia           |
| Május 3.       | Játszom †                    | Hooligans           |
| Május 10.      | Left Outside Alone           | Anastacia           |
| Május 17.      | Left Outside Alone           | Anastacia           |
| Május 24.      | Left Outside Alone           | Anastacia           |
| Május 31.      | Left Outside Alone           | Anastacia           |
| Június 7.      | Left Outside Alone           | Anastacia           |
| Június 14.     | This Love                    | Maroon 5            |
| Június 21.     | This Love                    | Maroon 5            |
| Június 28.     | This Love                    | Maroon 5            |
| Július 5.      | This Love                    | Maroon 5            |
| Július 12.     | This Love                    | Maroon 5            |
| Július 19.     | This Love                    | Maroon 5            |
| Július 26.     | This Love                    | Maroon 5            |
| Augusztus 2.   | This Love                    | Maroon 5            |
| Augusztus 9.   | This Love                    | Maroon 5            |
| Augusztus 16.  | This Love                    | Maroon 5            |
| Augusztus 23.  | Trick Me                     | Kelis               |
| Augusztus 30.  | This Is The World We Live In | Alcazar             |
| Szeptember 6.  | This Is The World We Live In | Alcazar             |
| Szeptember 13. | This Is The World We Live In | Alcazar             |
| Szeptember 20. | Sick And Tired               | Anastacia           |
| Szeptember 27. | Sick And Tired               | Anastacia           |
| Október 4.     | Sick And Tired               | Anastacia           |
| Október 11.    | Sick And Tired               | Anastacia           |
| Október 18.    | Sick And Tired               | Anastacia           |
| Október 25.    | Sick And Tired               | Anastacia           |
| November 1.    | Hagyd meg nekem a dalt       | Gáspár Laci         |
| November 8.    | Hagyd meg nekem a dalt       | Gáspár Laci         |
| November 15.   | Hagyd meg nekem a dalt       | Gáspár Laci         |
| November 22.   | Hagyd meg nekem a dalt       | Gáspár Laci         |
| November 29.   | Hagyd meg nekem a dalt       | Gáspár Laci         |
| December 6.    | Hagyd meg nekem a dalt       | Gáspár Laci         |
| December 13.   | Hagyd meg nekem a dalt       | Gáspár Laci         |
| December 20.   | Motel                        | Zsédenyi Adrienn    |
| December 27.   | Motel                        | Zsédenyi Adrienn    |

### 2003
| Dátum          | Dal                                | Előadó                      |
| -------------- | ---------------------------------- | --------------------------- |
| December 30.   | Dilemma                            | Nelly feat. Kelly Rowland   |
| Január 6.      | Dilemma                            | Nelly feat. Kelly Rowland   |
| Január 13.     | Dilemma                            | Nelly feat. Kelly Rowland   |
| Január 20.     | -                                  |                             |
| Január 27.     | Dilemma                            | Nelly feat. Kelly Rowland   |
| Február 3.     | Dilemma                            | Nelly feat. Kelly Rowland   |
| Február 10.    | Dilemma                            | Nelly feat. Kelly Rowland   |
| Február 17.    | Jenny From The Block               | Jennifer Lopez              |
| Február 24.    | Jenny From The Block               | Jennifer Lopez              |
| Március 3.     | Jenny From The Block               | Jennifer Lopez              |
| Március 10.    | Sorry Seems To Be The Hardest Word | Blue & Elton John           |
| Március 17.    | Mundian To Bach Ke                 | Panjabi MC                  |
| Március 24.    | Sorry Seems To Be The Hardest Word | Blue & Elton John           |
| Március 31.    | -                                  |                             |
| Április 7.     | Mundian To Bach Ke                 | Panjabi MC                  |
| Április 14.    | Szerelemről szó sem volt           | Zanzibar                    |
| Április 21.    | Szerelemről szó sem volt           | Zanzibar                    |
| Április 28.    | Szerelemről szó sem volt           | Zanzibar                    |
| Május 5.       | Szerelemről szó sem volt           | Zanzibar                    |
| Május 12.      | Szerelemről szó sem volt           | Zanzibar                    |
| Május 19.      | Szerelemről szó sem volt           | Zanzibar                    |
| Május 26.      | Szerelemről szó sem volt           | Zanzibar                    |
| Június 2.      | American Life                      | Madonna                     |
| Június 9.      | Rise And Fall                      | Craig David & Sting         |
| Június 16.     | Chihuahua                          | DJ Bobo                     |
| Június 23.     | I Know What You Want               | Busta Rhymes & Mariah Carey |
| Június 30.     | I Know What You Want               | Busta Rhymes & Mariah Carey |
| Július 7.      | I Know What You Want               | Busta Rhymes & Mariah Carey |
| Július 14.     | Rise And Fall                      | Craig David & Sting         |
| Július 21.     | Rajtad múlik                       | Desperado                   |
| Július 28.     | I Know What You Want               | Busta Rhymes & Mariah Carey |
| Augusztus 4.   | I Know What You Want               | Busta Rhymes & Mariah Carey |
| Augusztus 11.  | Hollywood                          | Madonna                     |
| Augusztus 18.  | Crazy In Love                      | Beyoncé feat. Jay-Z         |
| Augusztus 25.  | Crazy In Love                      | Beyoncé feat. Jay-Z         |
| Szeptember 1.  | Crazy In Love                      | Beyoncé feat. Jay-Z         |
| Szeptember 8.  | Crazy In Love                      | Beyoncé feat. Jay-Z         |
| Szeptember 15. | Crazy In Love                      | Beyoncé feat. Jay-Z         |
| Szeptember 22. | Crazy In Love                      | Beyoncé feat. Jay-Z         |
| Szeptember 29. | Crazy In Love                      | Beyoncé feat. Jay-Z         |
| Október 6.     | Mozaik                             | Unique                      |
| Október 13.    | Mozaik                             | Unique                      |
| Október 20.    | In The Shadows                     | The Rasmus                  |
| Október 27.    | In The Shadows                     | The Rasmus                  |
| November 3.    | In The Shadows                     | The Rasmus                  |
| November 10.   | Where Is The Love?                 | The Black Eyed Peas         |
| November 17.   | Where Is The Love?                 | The Black Eyed Peas         |
| November 24.   | Where Is The Love?                 | The Black Eyed Peas         |
| December 1.    | In The Shadows                     | The Rasmus                  |
| December 8.    | In The Shadows                     | The Rasmus                  |
| December 15.   | In The Shadows                     | The Rasmus                  |
| December 22.   | Shut Up                            | The Black Eyed Peas         |

### 2002
| Dátum       | Dal          | Előadó  |
| ----------- | ------------ | ------- |
| December 9. | Tu Es Foutou | In-Grid |